# Hemocitòmetre

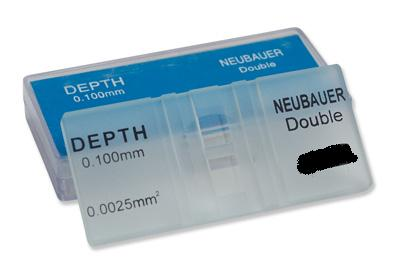
Cambra de Neubauer

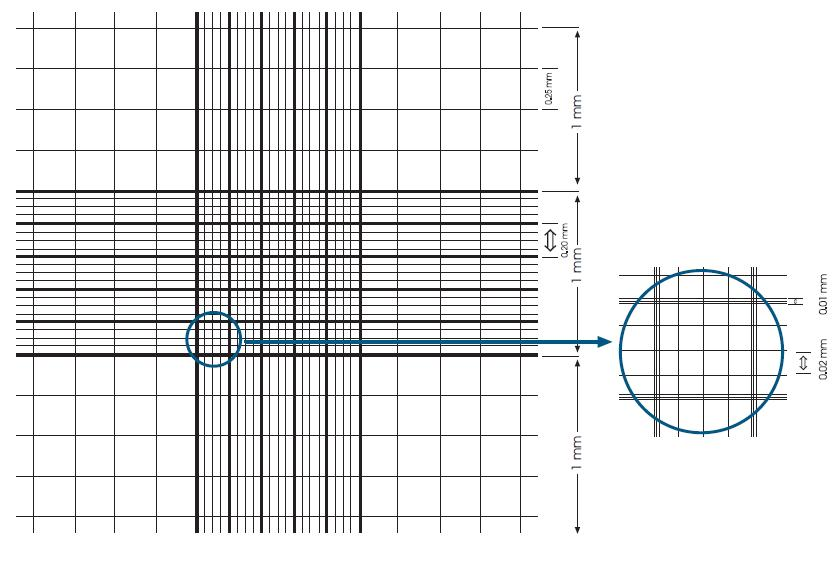
Reticle de Neubauer

Un hemocitòmetre o cambra de Neubauer o és un instrument utilitzat en medicina i biologia per a realitzar el comptatge d'espores i cèl·lules en un medo líquid, que pot ser un cultivament cel·lular, sang, orina, líquid cefalorraquidi, líquid sinovial, etc.

## Característiques
Aquesta cambra de comptatge és adaptada al microscopi de camp clar o al de contrast de fases. Es tracta d'un portaobjectes que té dues zones lleugerament deprimides en el fons de les quals s'ha marcat amb l'ajuda d'un diamant una quadrícula de dimensions conegudes. Es cobreix la cambra amb un cobreobjectes que adhereix per simple tensió superficial (especialment una vegada que s'ha afegit la mostra líquida).
Després s'introdueix per capil·laritat entre la cambra i la coberta, el líquid amb les cèl·lules a comptar, generalment després d'una dilució prèvia; la cambra té dues zones, el que permet de fer dos comptatges simultàniament. S'observa el reticle al microscopi amb l'augment adequat i es compten les cèl·lules.
A partir del nombre de cèl·lules comptades, coneixent el volum de líquid que admet el camp del reticle, es calcula la concentració de cèl·lules en la mostra líquida aplicada.
El càlcul de la concentració de cèl·lules es pot expressar així:
Partícules / μl = (partícules comptades) / [ (superfície comptada (mm²)∙profunditat de la cambra (mm) ] ∙ dilució
En el reticle central, la cambra de Neubauer té un quadrat primari que conté nou quadrats secundaris, cadascun d'aquests dividit al seu torn en 16 quadrats terciaris. El quadrat secundari central conté no 16, sinó 25 quadrats, cadascun d'aquests dividit al seu torn en 16 quadrats quaternaris. En les vores d'aquest quadrat central es compten les hematies, utilitzant solament els quadrats de les vores del terciari central i un dels centrals. En els secundaris de les vores superiors i inferiors de la cambra es fa el comptatge leucocitari.